# Florian Malzacher
Florian Malzacher (* 2. Juli 1970) ist ein deutscher Kurator für zeitgenössische performative Künste, Autor, Dramaturg und ehemaliger Theaterkritiker (u. a. für Theater heute, Frankfurter Rundschau, taz). Er war Mitbegründer der von 1999 bis 2007 der in Frankfurt am Main beheimateten Kuratorengruppe Unfriendly Takeover. Von 2013 bis 2017 leitete er das Theaterfestival Impulse, davor war er von 2006 bis 2012 Leitender Dramaturg/Kurator des interdisziplinären Festivals Steirischer Herbst. Er ist Verfasser bzw. Herausgeber zahlreicher Bücher über wegweisende internationale Theatergruppen wie Forced Entertainment („Not Even a Game Anymore“) und Rimini Protokoll („Experten des Alltags“), aktuelle Diskurse des zeitgenössischen politischen Theaters („Not just a Mirror“) und Strategien des künstlerischen und politischen Aktivismus („Truth is Concrete“). Als Dramaturg arbeitet(e) er zudem mit Künstlern wie Rimini Protokoll, Lola Arias, Mariano Pensotti, Nature Theater of Oklahoma und Tania Bruguera.

## Kuratorische Projekte (Auswahl, ohne Festivals)
- Training for the Future[4][5] – Ruhrtriennale 2018 & 2019 gemeinsam mit Jonas Staal

- How to prepare for the (un)predictable?[6] – Performance-Marathon. INSTAR – Instituto de Artivismo Hannah Arendt, Havana/Cuba, 2018, kuratiert mit Joanna Warsza

- Sense of Possibility[7] – Performanceprogramm anlässlich des 100. Jahrestages der Revolution. St. Petersburg, 2017. Mit andCompany&Co., Pavel Aseniev, Keti Chukhrov, Olga Jitlina, Boris Nikitin, Alexandra Pirici, Vokrug da Okolo u. a.

- Artists Organisations International[8] – HAU Berlin, 2015 – Initiiert von Florian Malzacher, Jonas Staal, Joanna Warsza. Mit Chto Delat, Forensic Architecture, Grupo Etcétera, Tania Bruguera, Renzo Martens, Milo Rau, Yael Bartana, Jan Ritsema, Marina Naprushkina, Matthijs de Bruijne, John Jordan, Ahmet Öğüt, The Silent University, WochenKlausur, Zentrum für politische Schönheit u. v. a.

- Aneignungen[9] – Performative Konferenz. Ethnologisches Museum Berlin/Humboldt LAB, 2015. Mit Ulf Aminde & Shi-Wei Lu, Yael Bartana, deufert&plischke, Ant Hampton & Britt Hatzius, Dorothea von Hantelmann, Kapwani Kiwanga, Alexandra Pirici u. a.

- Truth is concrete. A 24/7 marathon camp on artistic strategies in politics and political strategies in art[10] – Graz, steirischer herbst 2012. Kuratiert von Anne Faucheret, Veronica Kaup-Hasler, Kira Kirsch & Florian Malzacher (Idee & Konzept). 170-stündiger Marathon mit rund 200 Künstlern, Aktivisten und Theoretikern an der Schnittstelle zwischen Kunst und Politik. Begleitet von Workshops, Performances, Ausstellungen sowie einem parallelen, auf Selbstorganisation basierenden „Open Marathon“.

- Wörterbuch des Krieges/Dictionary of War[11] – Frankfurt, Graz, München, Berlin, 2006/07. Kuratiert von Unfriendly Takeover & Multitude e.V. 100 Begriffe zum Thema Krieg präsentiert  in zwei viertägigen Veranstaltungen in Form von Vorträgen, Performances, Filmen, Diashows, Lesungen, Konzerten in strikter alphabetischer Ordnung.

- Performing Lectures[12] – Frankfurt, 2004-06. Ein Projekt von Unfriendly Takeover. Mit Arbeiten mit Jérôme Bel, Deufert + Plischke, Tim Etchells, Paul Granjon, Stefan Kaegi, Felix Kubin, Lone Twin, Martin Nachbar, Sibylle Peters, Xavier le Roy, Daniel Belasco Rogers, Mårten Spångberg, David Weber-Krebs u. a.

- Internationale Sommerakademie[13][14] – Künstlerhaus Mousonturm Frankfurt, 2002 & 2004. Kuratiert von Thomas Frank (2004), Florian Malzacher (2002, 2004) Christine Peters (2002), Marten Spangberg (2002, 2004)

## Bücher (Auswahl)
- Not Even a Game Anymore: Das Theater von Forced Entertainment. Gemeinsam mit Judith Helmer (Hrsg.). Alexander Verlag, Berlin 2004, ISBN 3-89581-115-7.
- Experten des Alltags: Das Theater von Rimini Protokoll. Gemeinsam mit Miriam Dreysse (Hrsg.). Alexander Verlag, Berlin 2007, ISBN 978-3-89581-181-4.
- Truth is Concrete: A Handbook for Artistic Strategies in Real Politics. Gemeinsam mit steirischer herbst (Hrsg.). Sternberg Press, Berlin 2014, ISBN 978-3-943365-84-9.
- Not Just a Mirror: Looking for the Political Theatre of Today (Hrsg.). Alexander Verlag, Berlin 2015, ISBN 978-3-89581-378-8.
- Empty Stages, Crowded Flats: Performativity as Curatorial Strategy. Gemeinsam mit Joanna Warsza (Hrsg.). Alexander Verlag, Berlin 2017, ISBN 978-3-89581-443-3.
- Leben und Arbeit des Nature Theater of Oklahoma (Hrsg.). Alexander Verlag, Berlin 2019. ISBN 978-3-89581-512-6.
- Gesellschaftsspiele. Politisches Theater heute. Alexander Verlag, Berlin 2020. ISBN 978-3-89581-513-3